# Astrapotherium
Astrapotherium ist eine ausgestorbene Gattung pflanzenfressender Säugetiere, die vom oberen Oligozän bis zum unteren Miozän in Südamerika vorkam.

## Merkmale
Astrapotherium ähnelte äußerlich einem Tapir, war aber nicht näher mit diesem verwandt, sondern gehört zu den Südamerikanischen Huftieren, einer Säugergruppe, die heute vollständig ausgestorben ist. Astrapotherium hatte einen langgestreckten Körper mit kurzem Hals und wurde etwa drei Meter lang. Die Schulterhöhe konnte 1,4 Meter betragen. Der Kopf war groß, 50 bis 65 cm lang, mit kurzem Nasenbein und war mit großen, auf die Kopfoberseite versetzten Nasenöffnungen ausgestattet, an denen wahrscheinlich ein kurzer Rüssel ansetzte. Obere Schneidezähne fehlten, die unteren könnten gegen eine Hornplatte im Oberkiefer gebissen haben. Die Eckzähne von Ober- und Unterkiefer waren deutlich ausgeprägt, die des Oberkiefers größer als die des Unterkiefers. Die zwei Prämolaren waren klein, die drei Backenzähne waren vom lophodonten Typ und nahmen von vorn nach hinten an Größe zu.
An Vorder- und Hinterfuß hatte Astrapotherium fünf Zehen. Vorne setzte er nur die Zehen auf (Zehengänger), hinten den ganzen Fuß (Sohlengänger).

## Lebensweise
Anatomie und Fundorte der Fossilien von Astrapotherium deuten darauf hin, dass er ein pflanzenfressender Flachland-, Ufer- und Sumpfbewohner war.

## Quelle
- Thomas S. Kemp: The Origin & Evolution of Mammals. Oxford University Press, Oxford 2005. ISBN 0-19-850761-5
- Elmer S. Riggs: A skeleton of Astrapotherium. Published 1935 by Field Museum of Natural History in Chicago. online bei Open Library